# Paule in Concert
Paule in Concert ist ein Dokumentarfilm des DEFA-Studios für Dokumentarfilme von Lew Hohmann aus dem Jahr 1984.

## Handlung
In einer der Werkhallen der Berliner Werkzeugmaschinenfabrik „7. Oktober“ befindet sich die Lehrwerkstatt für die metallverarbeitenden Berufe. Eines Tages im Mai 1983 wird an einem Ende der Halle eine Bühne mit Requisiten aufgebaut, worauf die Gruppe Pankow ihr Rockspektakel Paule Panke vorspielt. Das Stück erzählt, auf welche Art ein Lehrling seine Woche verbringt, bis endlich das Wochenende erreicht ist. 
Zwischen den dargebotenen Titeln werden Filmaufnahmen vom realen Ausbildungsalltag der Jugendlichen, gemeinsam mit ihren Ausbildern gezeigt. Das Mädchen Andrea und fünf Jungen gehören zu einer Gruppe, die den Beruf eines Maschinenbauers erlernen und gleichzeitig das Abitur ablegen können. Außerhalb der Werkhalle, an einem grünen Ort der Stadt, auf einer Bank mit Blick auf die Neubauten von Berlin erzählen sie in lockerer Art, wie sie bisher ihr Leben gestalteten, über die Verhältnisse zu ihren Eltern und was sie in der Zukunft erreichen möchten.
Zwei der Jungen möchten nach dem Abschluss der Lehre Offizier werden, der eine bei den Grenztruppen der DDR und der andere bei der NVA. Einer will nach der Lehre als Einrichter arbeiten, weil das viel abwechslungsreicher ist, als der erlernte Beruf. Ein Junge möchte im Alter von 30 Jahren noch ganz normal sein und mit 40 Jahren so viel Mut und Elan aufweisen wie John Lennon. Andrea will in dem Alter noch viel unternehmen, verheiratet und glücklich sein, sowie das Ausland besuchen. Sie sprechen über ihre schulischen Leistungen und über Sachen, die sie sonst noch interessieren.

## Produktion und Veröffentlichung
Paule in Concert wurde unter dem Arbeitstitel Rock in der Werkhalle auf ORWO-Color gedreht und hatte am 5. Januar 1984 im Berliner Kino Babylon seine Erstaufführung.
Die Dramaturgie lag in den Händen von Ulrich Eifler.